# Krisztián Jäger
Krisztián Jäger (ur. 28 grudnia 1987) – węgierski zapaśnik walczący w stylu klasycznym. Zajął trzynaste miejsce na mistrzostwach Europy w 2016. Dziesiąty na igrzyskach europejskich w 2015.
W Pucharze Świata czwarty w 2014, piąty w 2015, szósty w 2010, siódmy w 2013, a ósmy w 2009. Dwunasty w 2013 na Uniwersjadzie, gdzie reprezentował Uniwersytet Techniczno-Ekonomiczny w Budapeszcie. Akademicki mistrz świata w 2014.
Mistrz Węgier w 2013, 2014 i 2015.